# Павлівська вулиця (Харків)
Павлівська вулиця — вулиця у Харкові, у Шевченківському районі, в однойменній історичній місцевості Павлівка. Прямує від Клочківської вулиці до Павлівського мосту через Лопань. Відома від 1869 року, раніше називалась 25 Жовтня, Ямпільська, Жовтнева.

## Розташування
Починається від Клочківської вулиці й прямує на захід. Перетинає вулиці Сухумську, Заліську, Софіївську, Юрія Пояркова, Севастопольську, Мирну. Після цього веде до Павлівського мосту через Лопань.

## Історія
Павлівська вулиця присутня у списку вулиць 1869 року. У списку вулиць 1929 року вулиця вже називалась 25 Жовтня, а в списку 1938 року позначена як «Жовтнева, тепер 25 Жовтня». (25 жовтня за старим стилем — день Жовтневої революції.) У роки німецької окупації рішенням міськуправи від 7 вересня 1942 року вулиця перейменована на Ямпільську. Після взяття Харкова радянськими військами 1943 року вулиці повернули назву Жовтнева. Втім у списку вулиць 1954 вона фігурує вже під історичною назвою Павлівська, яку й має дотепер.